# Carmen Alborch Bataller
Carmen Alborch Bataller (Castelló de Rugat, 31 d'octubre de 1947 - València, 24 d'octubre de 2018) fou una política, escriptora i professora universitària valenciana que fou ministra de Cultura durant l'últim govern de Felipe González.

## Biografia
Va néixer el 31 d'octubre de 1947 a la població de Castelló de Rugat, situada a la comarca de la Vall d'Albaida. Estudià dret a la Universitat de València, en la qual es llicencià l'any 1970 i es doctorà el 1973. A continuació, i en la mateixa universitat, treballà com a professora titular de dret mercantil i més tard, va aconseguir convertir-se en la degana de la Facultat de Dret.
L'any 2018 va rebre l'Alta Distinció de la Generalitat Valenciana en el marc de la celebració del 9 d'Octubre.

## Activitat política
Sense afiliació política inicial la seua passió per la Cultura la portà a ser directora general de Cultura de la Generalitat Valenciana i directora de l'Institut Valencià d'Art Modern (IVAM). No fou fins al 1993, quan Felipe González la nomenà ministra de Cultura, càrrec que ocupà durant la cinquena legislatura tot i que no era militant del Partit Socialista Obrer Espanyol (PSOE).
Ja afiliada al PSOE en les eleccions generals de 1996 fou escollida diputada al Congrés per la província de València, càrrec que repetí en les eleccions de 2000 i 2004.
En les eleccions municipals de 2007 fou la candidata del PSPV-PSOE a l'alcaldia de la ciutat de València. A les eleccions generals espanyoles de 2008 fou escollida senadora per la província de València.

## Obres publicades
- 1999: Solas ('Soles')
- 2002: Malas ('Dolentes')
- 2004: Libres ('Lliures')